# Catacombe di Domitilla
La catacomba di Domitilla è una catacomba di Roma, posta sulla via Ardeatina, nei pressi delle catacombe di San Callisto, nel moderno quartiere Ardeatino.

## Toponimo
La catacomba è sita nell'antico praedium Domitillae, attestato dalle fonti letterarie antiche e da ritrovamenti epigrafici. Nella famiglia dei Flavi, nel I secolo, esistevano due figure femminili col nome di Flavia Domitilla:
- la prima è la proprietaria del suddetto fondo, moglie del console del 95 Flavio Clemente;
- la seconda è la nipote dello stesso console, venerata come martire nel IV secolo.

La catacomba dunque deve il suo nome ad una delle due Domitilla, della famiglia dei Flavi, convertiti al cristianesimo e per questo perseguitati.

## Sepolture
La catacomba, di notevoli dimensioni, ospita sepolture di primi cristiani. Caratteristica interessante è la coesistenza tra sepolture cristiane e pagane.

## Martiri
Nell'indice degli antichi cimiteri cristiani di Roma (Index coemeteriorum vetus), la nostra catacomba ha questa denominazione: Cymiterium Domitillae, Nerei et Achillei ad sanctam Petronellam via Ardeatina.
Fin dall'antichità la catacomba è conosciuta come luogo di sepoltura dei martiri Nereo e Achilleo. La loro passio, risalente al V o VI secolo, benché fantasiosa in molti aspetti, è precisa e dettagliata nella descrizione della loro sepoltura nel terreno di proprietà di Domitilla sulla via Ardeatina. Un'altra indicazione viene dalla Notitia ecclesiarum urbis Romae, la guida per pellegrini del VII secolo, che così si esprime:
(Citazione in De Santis – Biamonte, p. 72)
Queste indicazioni letterarie hanno trovato conferma negli scavi archeologici, nella scoperta cioè di una testimonianza monumentale del culto dei due martiri.
La tradizione afferma pure l'esistenza, nel cimitero dell'Ardeatina, del culto a santa Petronilla, ritenuta figlia di san Pietro. L'origine di questa errata parentela nasce dalla derivazione del nome Petronella dalla radice Petrus anziché Petronius. Questo culto è attestato, dal punto di vista archeologico, da un affresco, denominato della matrona Veneranda.

## Storia

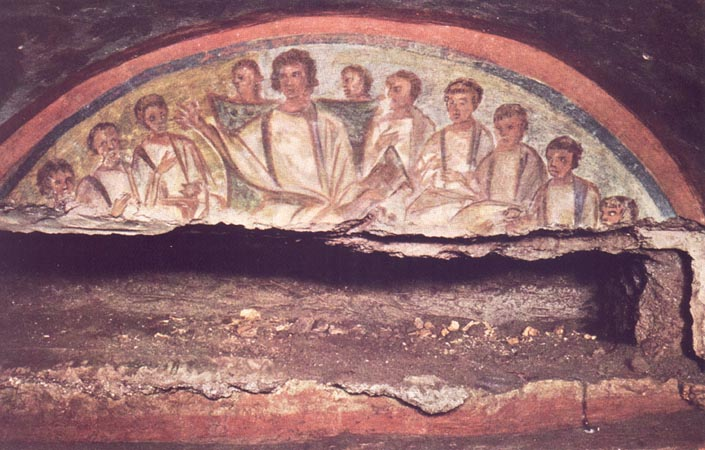
Cristo insegna agli apostoli, affresco del IV secolo.

Scavi archeologici condotti nel XX secolo, hanno permesso di scoprire nel sopraterra insediamenti funerari risalenti alla fine dell'età repubblicana (I secolo a.C.); il cimitero subdiale continuò a svilupparsi fino al tardo-impero, quando membri di nobili famiglie cristiane desideravano essere sepolti nei pressi delle reliquie dei martiri. Questo cimitero all'aperto è composto da una varia tipologia di sepolture: forme, colombari, mausolei.
Il cimitero sottoterraneo si sviluppa invece nel II-III secolo, dapprima come nuclei funerari distinti, poi uniti in un'unica grande catacomba.
Con la trasformazione in santuario ad opera di papa Damaso I, il cimitero divenne luogo di pellegrinaggi e di devozione, finché, a causa dell'insicurezza del suburbio e della campagna romana, nel IX secolo papa Leone III decise il trasferimento delle reliquie dei martiri dentro le mura Aureliane, nella Chiesa dei Santi Nereo e Achilleo.
Abbandonata e dimenticata, la catacomba fu scoperta da Antonio Bosio alla fine del Cinquecento, e studiata da Giovanni Battista de Rossi nella metà dell'Ottocento.
In questo luogo venne firmato nel 1965, pochi giorni prima della fine del Concilio Vaticano II, il patto delle catacombe.

## Topografia e descrizione
La catacomba si sviluppa soprattutto su due piani, anche se in alcune parti sono stati scavati anche un terzo ed un quarto piano. Si distinguono inoltre sette regioni, tutte di epoca pre-costantiniana.
Dall'attuale ingresso del cimitero si accede alla basilica dedicata a Nereo ed Achilleo, che, dai rinvenimenti epigrafici, è databile fra il 390 ed il 395; la sua edificazione ha portato a sacrificare alcune gallerie e allo sconvolgimento dell'assetto funerario preesistente. Nella zona dell'abside sono stati scoperti i resti del ciborio, edificato sopra la tomba dei martiri, e costituito da resti di due colonnine; in particolare, quella dedicata ad Acilleus (così la scritta dedicatoria) riporta ancora integra la scena del martirio, scolpita nel marmo, che ritrae un personaggio vestito con abiti militari che sta per decapitare un altro personaggio vestito con una lunga tunica; sullo sfondo si vede una corona d'alloro, simbolo del martirio.
Alle spalle della basilica sorse nel IV secolo una nuova regione cimiteriale, ricca di tombe, data la vicinanza del santuario martiriale. Qui si trova l'arcosolio della matrona Veneranda, con la pittura che ritrae la matrona introdotta in paradiso dalla martire Petronilla, riconoscibile dalla didascalia Petronella mart(yr). Tale edificio posto nella tenuta di Tor Marancia lungo il margine di Via delle Sette Chiese venne portato alla luce nel 1874.
Un'altra regione precostantiniana, ed anche una delle più conosciute dell'intera catacomba, è quella denominata ipogeo dei Flavi. Esso nasce nel II secolo, è di carattere familiare ed in origine pagano: è composto da un'ampia galleria, caratterizzata da una ricca decorazione, su cui si aprono lateralmente quattro nicchioni, ove erano posti i sarcofagi dei membri più importanti della famiglia; in fondo vi era la zona per le sepolture dei servi e dei liberti.
Altri importanti monumenti sono il cubicolo di Ampliato e la regione denominata dello scalone del mosaico.